# اقتصاد مخطط لامركزيا
الاقتصاد المخطط لامركزيا أو تشاركيا أو ديمقراطيا، هو نظام اقتصادي يستند إلى التخطيط الاقتصادي اللامركزي. توزع فيه سلطة صنع القرارات على عملاء اقتصاديين متعددين وعلى وحدات الإنتاج المحلية، على عكس الاقتصاد المخطط مركزيا، الذي تجمع فيه كافة المعلومات الاقتصادية من قبل سلطة مركزية لوضع خطة عامة للإنتاج والاستثمار.
يمكن تطبيق نموذج التخطيط اللامركزي سواء ضمن اقتصاد مختلط، أو ضمن اقتصاد ما بعد رأسمالي.
يتطلب تطبيق هذا النموذج من التخطيط نوعا من المشاركة الديمقراطية في صنع القرارات الاقتصادية من خلال الديمقراطية الاقتصادية والديمقراطية الصناعية. تم اقتراح بعض أشكال من التنسيق اللامركزي القائم على الحاسوب ما بين الشركات من قبل بعض علماء الاقتصاد والحاسوب.
يستخدم مصطلح «التخطيط التشاركي» للتأكيد على الطابع التعاوني والديمقراطي لهذا النوذج ولتمييزه عن نموذج التخطيط المركزي المرتبط بالاتحاد السوفيتي السابق.
تم اقتراح نموذج التخطيط اللامركزي كأساس اقتصادي للمجتمع ما بعد رأسمالي، بدلا من نموذج اشتراكية السوق المطروح أيضا.
يؤيد معظم الاشتراكيين الديمقراطيين والأناركيين الاقتصاد المخطط لامركزيا، بينما يرفضون السوق الرأسمالية والتخطيط المركزي.

## نماذج
لقد اقترح استخدام أجهزة الكومبيوتر لتنسيق عمليات الإنتاج في الاقتصادات الاشتراكية. حيث أن الحاسوب يكون أكثر كفاءة من آليات السوق في حل عدة معادلات في وقت واحد لتحديد الكميات والأسعار.
تم تطبيق اقتصاد مخطط عن طريق برنامج كومبيوتر عام 1970 من قبل حكومة سلفادور أليندي الاشتراكية في تشيلي، في محاولة للمضي قدما نحو التخطيط اللامركزي.
تم تشغيل العديد من المنشئات والمزارع في كتالونيا على أساس التخطيط اللامركزي خلال الثورة الإسبانية في الثلاثينات.
اقترح منظرا الاقتصاديات التشاركية نوعا من التخطيط التشاركي يقوم على مجالس المستهلكين ومجالس العمال (المنتجين) الذين يجتمعون سوية لمناقشة كمية ونوعية ما يتم إنتاجه.

## التخطيط اللامركزي والحركات السياسية
يتم طرح فكرة التخطيط اللامركزي ضمن الاقتصاديات الاشتراكية والأناركية. أشكال مختلفة من التخطيط اللامركزي تشمل الاقتصاديات التشاركية والديمقراطية الاقتصادية والديمقراطية الصناعية.
يروج العديد من اليساريين لفكرة التخطيط اللامركزي كالماركسيين والاشتراكيين الديمقراطيين والأناركيين والتحرريين والتروتسكيين.

## مواضيع ذات صلة
- ديمقراطية اقتصادية
- ديمقراطية اشتراكية
- اشتراكية السوق
- اشتراكية ديمقراطية
- ديمقراطية تشاركية
- اقتصاديات تشاركية
- اقتصاد مختلط
- تخطيط اقتصادي
- إدارة العمال الذاتية
- أناركية
- اشتراكية تحررية
- ديمقراطية مباشرة
- اقتصاد مخطط مركزيا